# 管理革命
管理革命（英語：Managerial revolution）的含意是廣義的，但核心是指企業管理。管理革命的主要工具是計算機和訊息技術。訊息革命令企業作出革新。例如：新型網上公司的出現減少了中層管理者、管理環節和成本。公司沒有專門雇員，其規模也隨業務量增減而保持彈性，企業組織趨向小型化、分散化。